# Xilinx
Зајлинкс (енгл. Xilinx Inc.) је америчка технолошка компанија, која се првенствено бави програмибилним логичким уређајима. Позната је по изуму FPGA и као полупроводничка компанија која је створила први производни модел.
Рос Фримен, Бернард Вондершмит и Џејмс Барнет, некадашњи запослени компаније Zilog, произвођача интегрисаних кола и полупроводничке електронике, заједно су соновали Зајлинкс 1984. године, са седиштем у Сан Хозе, САД.

## Историја

### Рана историја
Док је радио за Zilog, Фримен је желео да направи чип који би се понашао као празна трака и омогућавао корисницима га сами испрограмирају. У то време, овај концепт променио је парадигму. „Концепт је захтевао много транзистора, а тада су се транзистори сматрали изузетно драгоценим - људи су мислили да је Росова идеја прилично авангардна”, рекао је Бил Картер, који је 1984. године постао осми запослени у Зајлинксу, као дизајнер интегрисаних кола.
Велики произвођачи полупроводника имали су велике профите производећи велике количине генеричких кола. Пројектовање и израда десетине различитих кола за одређена тржишта нуде мање профите и захтевају већу сложеност у производњи. Оно што је постало познато као FPGA дозволило би да кола произведена масовно могу бити прилагођена појединачним тржишним сегментима.

Фримен није успео наговорити Zilog да улаже у стварање FPGA јер је тада то тржиште било вредно само 100 милиона долара. Фримен и Барнет напустили су Zilog и удружили се са својим 60-годишњим бившим колегом Бернардом Вондершмитом како би прикупили 4,5 милиона долара и уложили их у дизајнирање првог комерцијално одрживог FPGA. Фирму су основали 1984. године и почели да продају свој први производ до 1985. године. 
До краја 1987. године, компанија је прикупила више од 18 милиона долара ризичног капитала (што је еквивалентно 38,77 милиона долара у 2017. години) и остварили су приход по годишњој стопи од скоро 14 милиона долара.

### Ширење
Како је потражња за програмабилном логиком наставила да расте, тако су и Зајлинксови приходи и профити.
Од 1988. до 1990. године, приход компаније растао је сваке године од 30 до 100 милиона долара. Током овог периода, компанија која је Зајлинксу обезбеђивала средства, Monolithic Memories Inc. (MMI) купљена је од стране Зајлинксовог конкурента AMD. Као резултат тога, Зајлинкс је прекинуо уговор са MMI и објавила се на Насдаку 1989. године. Компанија се такође преселила у фабрику величине 13.400 m² у Сан Хозеу, Калифорнији како би одржала корак са захтевима компанија као што су Хјулет-Пакард, Епл, IBM и Сан Мајкросистемс, које су куповале велике количине производа од Зајлинкса.
Зајлинксови конкуренти појавили су се на FPGA тржишту средином деведесетих година прошлог века. Упркос конкуренцији, Зајлинксова продаја расте на 135 милиона долара 1991. године, 178 милиона долара 1992. године и 250 милиона долара 1993. године.
Компанија је достигла 550 милиона долара прихода 1995. године, деценију након што је продала свој први производ.
Према истраживању компаније iSuppli, Зајлинкс је држао водећу улогу на тржишту програмабилних логичких уређаја до краја деведесетих фодина прошлог века. Током година, Зајлинкс се проширио на Индију, Азију и Европу.
Продаја Зајлинкса порасла је са 560 милиона долара 1996. године на 2,53 милијарде долара до краја фискалне 2018. године.

### Недавна историја
Компанија је проширила спектар својих производа од свог оснивања. Зајлинкс продаје широк спектар FPGA, сложених програмабилних логичких уређаја, алата за дизајн, интелектуалне својине и референтног дизајна. Зајлинкс такође има глобалне услуге и програм обуке.
У 2011. години, Зајлинкс је представио Virtex-7 2000T, први производ заснован на 2,5D слаганом силикону, за испоруку већих FPGA него оних који се могу изградити помоћу стандардног монолитног силикона. Зајлинкс је затим прилагодио технологију за комбиновање ранијих одвојених компоненти у један чип, прво комбинијући FPGA са примопредајницима на бази хетерогене процесне тегхнологије за повећање капацитета пропусног опсега користећи мању снагу.
Према речима бившег извршног директора Зајлинкса Моше Гаврилова, додатак хетерогених комункационих уређаја, у комбинацији са увођењем нових софтверских алата и Zynq-7000 уређаја који комбинују ARM језгра са FPGA, део су померања своје позиције од снабдевача програмабилних логичких уређаја до достављача „свих програмабилних ствари”.
Као додатак Zynq-7000, Зајлинксове линије производа укључују Virtex, Kintex и Artix серије, од којих свака укључује конфигурације и моделе оптимизоване за различите примене.

## Преглед компаније
Зајлинкс је основан у Силиконској долини 1984. године са седиштем у Сан Хозеу, САД и додатним канцеларијама Лонгмонт, САД; Даблин, Ирска; Сингапур; Хидерабад, Индија; Пекинг, Кина; Шангај, Кина; Бризбејн, Аустралија и Токио, Јапан.
Према Билу Картеру, колеги у Зајлинксу, избор имена Зајлинкс односи се на хемијски симбол за силицијум Si. X-ови на сваком крају представљају програмабилне логичке блокове. „linx” представља програмабилне везе које заједно повезују логичке блокове. Као резултат тога, ово јединствено име лакше је било за регистровати и није наишло на приговоре.
Клијенти Зајлинкса представљају нешто више од пола целокупног програмабилног логичког тржишта, са 51%. Алтера (сад Интел) је најјачи Зајлинксов конкурент са 34% тржишта.